# Meriem Moussa
Pour les articles homonymes, voir Moussa.
Meriem Moussa(مريم موسى), née le 11 mai 1988, est une judokate algérienne,

## Biographie
Meriem Moussa est la fille du judoka Ahmed Moussa.

### Compétitions internationales
| Année | Compétition                     | Lieu         | Résultat | Catégorie      |
| ----- | ------------------------------- | ------------ | -------- | -------------- |
| 2005  | Championnats d'Afrique juniors  | Tunis        | 1re      | moins de 48 kg |
| 2006  | Championnats d'Afrique juniors  | Le Cap       | 1re      | moins de 48 kg |
| 2006  | Championnats d'Afrique          | Port-Louis   | 3e       | moins de 48 kg |
| 2007  | Jeux africains                  | Alger        | 1re      | moins de 48 kg |
| 2007  | Universiade                     | Bangkok      | 3e       | moins de 48 kg |
| 2008  | Championnats d'Afrique          | Agadir       | 2e       | moins de 48 kg |
| 2009  | Championnats d'Afrique          | Port-Louis   | 1re      | moins de 48 kg |
| 2010  | Championnats d'Afrique          | Yaoundé      | 3e       | moins de 52 kg |
| 2011  | Universiade                     | Shenzhen     | 3e       | moins de 52 kg |
| 2011  | Jeux panarabes                  | Doha         | 1re      | moins de 57 kg |
| 2014  | Championnats d'Afrique          | Port-Louis   | 3e       | moins de 52 kg |
| 2015  | Championnats d'Afrique          | Libreville   | 3e       | moins de 52 kg |
| 2016  | Championnats d'Afrique          | Tunis        | 2e       | moins de 52 kg |
| 2017  | Championnats d'Afrique          | Antananarivo | 1re      | moins de 52 kg |
| 2017  | Jeux de la solidarité islamique | Bakou        | 3e       | moins de 52 kg |
| 2018  | Championnats d'Afrique          | Tunis        | 3e       | moins de 52 kg |
| 2019  | Championnats d'Afrique          | Le Cap       | 3e       | moins de 52 kg |
| 2019  | Jeux africains                  | Rabat        | 3e       | moins de 52 kg |

#### Tournois Grand Chelem et Grand Prix
- 2010: Grand Slam de Paris : médaille de bronze en moins de 52 kg (mi-légers)

## Polémique
En 2011, lors du Tournoi de Rome, elle déclare forfait face à Shahar Levi, une judokate israélienne en tour préliminaire de la poule D. Cette défection aurait été décidée par les responsables de la fédération algérienne de Judo après concertation pour des raisons politiques. Le comité international olympique a menacé l'Algérie d’exclure toutes ses équipes de toutes les compétitions sportives après cet événement.